# Teodoro Viero
Teodoro Viero (Bassano del Grappa, Véneto, Italia, 19 de marzo de 1740-2 de agosto de 1819). Estudió con el grabador veneciano Niccolo Cavalli. En 1755, a los 15 años se establece en Venecia para perfeccionar el arte de la talla, para luego abrir su propia imprenta especializado como miniaturista, grabador y editor buril de impresión. Además de sus trabajos, realizó reproducciones de imágenes de maestros venecianos como Canaletto, Tiepolo y Giovanni Battista Piazzetta.

## Obras
Entre sus obras se destaca “Raccolta Di Stampe Che Representano Figure ed Abiti di Varie Nazione”, serie compuesta por figuras de habitantes de diversos lugares del mundo, posando en su entorno con sus trajes típicos y elementos de ambientación que conforman el escenario de fondo. 
Las imágenes corresponden a personas de Asia, Europa, África del Norte, islas del Pacífico y América del Sur, norte y central. Estas estampas componen 126 aguafuertes de 280 x 200 mm. procesadas sobre planchas de cobre, estampados posteriormente en sustrato de papel verjurado, titulados al pie en italiano y francés.
Los grabados muestran de alguna manera las diversas culturas tan extrañas y lejanas para la época, de gran valor histórico. Además, trazó mapas, platos grabados, paisajes, retratos, etc. Su imprenta prestaba servicios haciendo grabados y viñetas en portadas y frontispicios de libros, entre ellas publicaciones y ediciones confeccionadas a pedido del gobierno de la entonces República de Venecia.
- Datos: Q6141801
- Multimedia: Teodoro Viero / Q6141801